# 에어 베트남
에어 베트남(영어: Air Vietnam, 베트남어: Hãng Hàng Không Việt Nam)은 베트남 공화국의 첫 번째 상업 항공사로, 사이공시 1군에 본사를 두었다.